# Contado di Novara
Il Contado di Novara era una suddivisione amministrativa del Ducato di Milano, attiva dalla metà del XVI secolo al 1775.

## Storia
Il Contado fu istituito attorno al 1556, durante la dominazione spagnola, come reazione al potere esercitato dalla città di Novara sulla fiscalità delle aree rurali.
Durò più di due secoli, sopravvivendo all'annessione del Novarese al Regno di Sardegna, fino al 1775 quando, con regio decreto, ne fu sancita la soppressione: l'atto si allineava a un generale contesto di riduzione delle autonomie locali, particolarmente diffuse negli spazi alpini di confine.

## Organizzazione
Il Contado comprendeva 124 comunità (133, secondo alcune fonti), suddivise in sei squadre nel 1556 dal commissario Alessandro Grasso allo scopo di riordinare l'estimo rurale: squadra dell'Agogna superiore (terre presso Borgomanero), squadra di là dell'Agogna inferiore (Biandrate), squadra dell'Agogna inferiore (Borgolavezzaro), squadra del Ticino di sopra (Oleggio), squadra del Ticino inferiore (Galliate) e squadra del Sesia (Romagnano).
All'organismo fu riconosciuta una propria rappresentanza, con autonomia organizzativa e fiscale rispetto alla città, essendo posto sotto la tutela del Magistrato ordinario di Milano.
Il governo e il potere decisionale spettavano a cinque sindaci, nominati con cadenza biennale, mentre un sindaco generale residente a Milano e altre cariche erano incaricate della gestione amministrativa.
Per essere eletti, i sindaci dovevano peraltro possedere più della metà dei beni nelle aree rurali e non trovarsi in situazioni di conflitto con il Contado stesso. Era peraltro consuetudine che ognuno di essi provenisse da una delle sei squadre in cui si ripartiva la provincia. La ripartizione doveva garantire una pervasiva capacità di risposta alle istanze locali: i sindaci potevano, di fatto, divenire portavoce dei rispettivi territori di provenienza.
Le congregazioni ordinarie si tenevano mensilmente in una casa nella città di Novara, ove avveniva la lettura della corrispondenza con il governo di Milano, la discussione delle questioni fiscali, contabili e creditizie, e delle suppliche presentate dalle terre.
Il controllo sull'operato dei sindaci avveniva attraverso la convocazione, ordinariamente a cadenza biennale, delle congreghe generali, alle quali partecipavano le 29 terre maggiori, dette vocali, in presenza del Questore quale rappresentante del Magistrato ordinario di Milano.

## Fiscalità
La divisione tra Città e Contado aveva condotto alla formazione di due corpi fiscali separati; ai sindaci del Contado spettava la suddivisione delle quote di carichi ordinari e straordinari tra le terre, calcolati sulle proprietà fondiarie in relazione a criteri di fertilità, irrigazione, dislocazione e popolazione. La ripartizione era poi effettuata anche nei confronti dei coacervi carichi militari e della messa a disposizione di uomini, di carri e di buoi, oneri particolarmente gravosi per le comunità. Dovevano, inoltre, concorrere al mantenimento delle strade provinciali insieme alla città di Novara, con la quale soventi furono i conflitti, determinati dalla volontà di ridimensionamento o elusione della propria partecipazione.

## Archivio
L'archivio del Contado conserva gli atti relativi all'attività dell'istituzione tra la metà del secolo XVI e quella del XVIII.
Quando nell'anno 1775 il Contado cessò di esistere, il suo archivio fu aggregato a quello dell'Intendenza, sopravvivendo all'incendio che devastò quest'ultimo in quanto collocato fisicamente in locali separati. Custodito con cura perché prezioso per il funzionamento della nuova istituzione, il complesso documentario fu sommariamente riordinato una prima volta nella prima metà del secolo XVIII da un ignoto archivista e una seconda, accuratamente, a cavallo degli anni 1785-1787 da Carlo Michele Giulino (canonico archivista e cancelliere della Curia novarese), che applicò il metodo di ordinamento cronologico.
Il fondo fu infine donato dal Comune all'Archivio di Stato di Novara il 1º marzo 1972.
La tipologia documentaria rappresentata nel fondo comprende "Fedi di alloggiamenti militari e ordini", "Censi", "Conti di tesorieri", "Contribuzioni militari e straordinarie", "Congregazioni e ordinazioni dei sindaci", "Libri d'estimo e taglie" e i relativi registri.

## Comuni del Contado
I comuni costituenti il Contado di Novara nel 1616, secondo la lista fornita dal Nobile Collegio Caccia di Novara (l'appartenenza al Contado è uno dei requisiti per ottenere le borse di studio universitarie erogate dall'ente):
- Agnellengo, Agognate (Novara), Agrate Conturbia, Alzate con Induno, Appiano (Veruno con Revislate), Ara, Arbora (Bogogno);
- Barengo, Bellinzago, Biandrate, Boca, Bogogno, Borgo Ticino, Borgo Vercelli, Borgolavezzaro, Borgomanero, Briga, Briona, Buzzoletto (Garbagna Novarese);
- Caltignaga con Sologno, Calzavacca (Garbagna Novarese fino al 1953, poi Terdobbiate[9]), Cameri, Cameriano (Casalino), Camerona (Cerano), Carpignano Sesia, Casalbeltrame, Casaleggio Novarese, Casalgiate (Novara), Casalino, Casalvolone, Cascina Rinalda (Barengo), Cascina Ristolfa (San Pietro Mosezzo), Cascine d'Enea (Cureggio), Castellazzo Novarese, Castelletto di Momo (Momo), Cavagliano, Cavaglietto, Cavaglio d'Agogna, Cavallirio, Cerano, Cesto, Codemonte (Cameri), Comignago, Cressa, Cureggio;
- Divignano, Dulzago (Bellinzago Novarese);
- Fara Novarese, Fisrengo (Casalbeltrame), Fontaneto d'Agogna;
- Gagnago (Borgo Ticino), Galliate, Garbagna Novarese, Gargarengo (Vicolungo), Gattico, Ghemme, Gionzana (Novara), Granozzo, Grignasco;
- Inglesa (Trecate), Isarno;
- Landiona, Lumellogno (Novara);
- Maggiate Inferiore (Gattico), Maggiate Superiore (Gattico), Maggiora, Mandello Vitta, Marangana (Biandrate), Marano Ticino, Marzalesco (Cureggio), Matta, Mezzomerico, Mirasole, Momo, Moncucco (Garbagna Novarese), Montarsello (Nibbiola), Monticello (Granozzo), Morghengo, Mosezzo (San Pietro Mosezzo);
- Nibbia, Nibbiola;
- Oleggio, Olengo, Orfengo (Casalino);
- Pagliate (Novara), Peltrengo, Pernate (Novara), Pisnengo (Casalvolone), Pombia, Ponzana, Prato Sesia, Proh (Briona);
- Romagnano Sesia, Romentino;
- San Bernardino, San Nazzaro Sesia, San Pietro Mosezzo, Savonera (Momo), Sillavengo, Sizzano, Solarolo (Barengo), Sozzago, Suno;
- Terdobbiate, Tornaco, Torre Cerano (San Pietro Mosezzo), Torrion Balducco (Novara), Trecate;
- Vallazza (Barengo), Vallera (Casalbeltrame), Vaprio d'Agogna, Varallo Pombia, Veruno con Revislate, Vespolate, Vicolungo, Vignarello (Tornaco), Villata, Visconta (Vicolungo);
- Zendone (Marano Ticino), Zottico (San Pietro Mosezzo).

### Approfondimenti
- Valeria Gnemmi, Ricerche sul "Contado" novarese nel XVII secolo (1645-1675). Parte istituzionale, in Bollettino Storico per la Provincia di Novara, Novara, 1981,  pp. 341-366.
- Giovanni Silengo, Gli archivi dei Contadi di Novara e Vigevano, in Bollettino Storico per la Provincia di Novara, Novara, 1982,  pp. 248-253.